# Sean Quinn
Sean Quinn (Los Angeles, California, 10 de mayo de 2000) es un ciclista estadounidense miembro del equipo EF Education-EasyPost.

## Palmarés
2021
- Clásica de Arrábida

2023
- 1 etapa de la Settimana Coppi e Bartali

2024
- Campeonato de Estados Unidos en Ruta

## Resultados en Grandes Vueltas y Campeonatos del Mundo
| Carrera         | Carrera         | 2019 | 2020 | 2021 | 2022 | 2023 | 2024 |
| --------------- | --------------- | ---- | ---- | ---- | ---- | ---- | ---- |
|                 | Giro de Italia  | —    | —    | —    | —    | —    | —    |
|                 | Tour de Francia | —    | —    | —    | —    | —    | 78.º |
|                 | Vuelta a España | —    | —    | —    | —    | 80.º | —    |
| Mundial en Ruta | Mundial en Ruta | —    | —    | —    | —    | Ab.  | —    |

—: no participa

Ab.: abandono

## Equipos
- Hagens Berman Axeon (2019-2021)
- Deceuninck-Quick Step (stagiaire) (2020)
- EF Education-EasyPost (2022-)